# 중국의 미식별 민족
중국의 미식별 민족(中國 未識別 民族, 영어: Unrecognized ethnic groups in China)은 중화인민공화국 정부가 규정한 56개 중국 내 민족에 포함되지 않은 집단들이다. 보통 미식별민족의 이름에는 족(族) 대신 인(人) 자가 붙는다.
미식별 민족의 인구를 모두 합할 시 중국에서 20번째로 수가 많은 민족집단이 된다. 그러나 각 민족의 실제 인구 수는 알 수 없다는 지적이 있는데, 이들 상당수가 조사에서 미식별 민족이 아닌 유사한 공인 민족의 일부로 분류되는 경우가 많기 때문이다.

## 목록
| 명칭             | 중국어 명칭           | 한어병음         | 인구        | 다음 민족으로 분류됨                 | 거주 지역                             | 상세                                                                                                |
| ---------------- | --------------------- | ---------------- | ----------- | ------------------------------------ | ------------------------------------- | --------------------------------------------------------------------------------------------------- |
| 부누인           | 布努人                | Bùnǔrén          | 700,000     | 야오족                               | 광시 좡족 자치구                      | |
| 촨칭인           | 穿青人                | Chuānqīngrén     | 670,000     | 한족                                 | 구이저우성 비제시 즈진현, 류판수이시  | 민간의 기원설에 따르면 8~9세기에 묘족 반란을 진압하기 위해 이 지역에 파견된 한족 병사들의 후손이다. |
| 린가오인         | 临高人 臨高人         | Língāorén        | 500,000     | 한족 또는 좡족                       | 하이난성                              | 옹베어를 구사한다.                                                                                  |
| 와샹인           | 瓦乡人 瓦鄉人         | Wǎxiāngrén       | 400,000     | 한족                                 | 후난성                                | |
| 토르구트인       | 土尔扈特人 土爾扈特人 | Tǔěrhùtèrén      | 150,000     | 몽골족                               | 신장 위구르 자치구                    | |
| 걀롱인           | 嘉绒人 嘉絨人         | Jiāróngrén       | 120,000     | 티베트인                             | 티베트 자치구, 쓰촨성                 | 창어와 가까운 걀롱어를 구사한다.                                                                    |
| 리민인           | 里民人                | Lǐmínrén         | 100,000     | 리족                                 | 구이저우성                            | 촨칭인의 일파로, 하이난성의 리족과는 본래 연관성이 없다.                                            |
| 거자인           | 𱎼家人                | Géjiārén         | 50,000      | 먀오족                               | 구이저우성                            | |
| 애이누인         | 艾努人                | Àinǔrén          | 50,000      | 위구르족                             | 신장 위구르 자치구                    | 위구르어와 차이가 있는 애이누어를 말하고 알레비파 이슬람을 따른다.                                  |
| 차이자인         | 蔡家人                | Càijiārén        | 40,000      | 한족 또는 바이족                     | 구이저우성                            | 바이어와 유사한 언어를 사용한다.                                                                    |
| 무라오인         | 木佬人                | Mùlǎorén         | 30,000      | 이족                                 | 구이저우성, 저장성                    | 본래 크라어군의 거라오어와 유사한 언어를 사용하였다.                                                |
| 모자인           | 莫家人                | Mòjiārén         | 20,000      | 부이족                               | 구이저우성                            | 캄수이어파에 속한 막어를 사용한다.                                                                  |
| 바이마인         | 白马人 白馬人         | Báimǎrén         | 15,000      | 티베트인                             | 쓰촨성, 간쑤성                        | 고대 저족(氐族)의 후손이라는 설이 있다.                                                             |
| 우출인           | 回辉人 回輝人         | Huíhuīrén        | 8,500       | 후이족                               | 하이난성                              | 과거 참파에서 온 참족 피난민의 후손으로 여겨진다.                                                   |
| 크무족           | 克木人                | Kèmùrén          | 7,000       | 부랑족                               | 윈난성 시솽반나 다이족 자치주         | |
| 구게인           | 古格人                | Gǔgérén          | 5,000       | 후이족 (칭하이성), 티베트인 (윈난성) | 칭하이성, 윈난성                      | 이슬람교를 따르는 티베트인이다. 이후 독자적인 문화를 발전시켰다.                                    |
| 아카족           | 阿卡人                | Ākǎrén           | 6,000       | 하니족                               | 윈난성                                | |
| 비쑤족           | 毕苏人 畢蘇人         | Bìsūrén          | 6,000       | 리수족                               | 윈난성                                | |
| 러모족           | 勒墨人                | Lēimòrén         | 7,000       | 바이족 또는 리수족                   | 윈난성                                | 바이족의 일파로서 리수족, 다이족 등과의 통혼으로 형성되었다고 추정된다.                             |
| 알타이인         | 阿尔泰人 阿爾泰人     | Ā'ěrtàirén       | 수천 여명   | 몽골족                               | 신장 위구르 자치구                    | |
| 중국 잔류 일본인 |                       |                  | 4000        | 한족                                 | 지린성, 내몽골 자치구, 랴오닝성       | 중일전쟁 종전 이후 구 만주국 영토에 남은 일본인 개척민들(대부분이 여성이나 고아)의 후손.            |
| 투바인           | 图瓦人 圖瓦人         | Túwǎrén          | 3,900       | 몽골족                               | 신장 위구르 자치구 북단               | |
| 부간족           | 布赓人 布賡人         | Bùgēngrén        | 2,700       | 이족                                 | 윈난성                                | 몬크메르계의 부간어를 사용한다.                                                                     |
| 파칸족           | 布赓人 布賡人         | Bùgēngrén        | 2,000       | 이족                                 | 윈난성                                | 몬크메르계의 파칸어를 사용한다.                                                                     |
| 부양족           | 布央人                | Bùyāngrén        | 2,000       | 야오족 또는 좡족                     | 광시 좡족 자치구                      | |
| 덩인             | 僜人                  | Chēngrén         | 2,000       | 티베트인 추정                        | 티베트 자치구                         | 다양한 방언의 미슈미어를 사용한다.                                                                  |
| 바류인           | 巴琉人                | Bāliúrén         | 1,800       | 불명                                 | 광시 좡족 자치구                      | 몬크메르계의 바류어를 사용한다.                                                                     |
| 쿤거인           | 昆格人                | Kūngérén         | 1,656       | 부랑족                               | 윈난성                                | 몬크메르계의 후어를 사용한다.                                                                       |
| 바자인           | 八甲人                | Bājiǎrén         | 1,500       | 부랑족 또는 이족                     | 윈난성                                | |
| 푸위 키르기스인  | 富裕柯克孜人          | Fùyù Kēkèzīrén   | 1,400       | 키르기스인                           | 헤이룽장성 푸위현                     | 고대 시베리아 키르기스의 일파.                                                                      |
| 커리야인         | 克里雅人              | Kèlǐyǎrén        | 1,300       | 위구르족                             | 신장 위구르 자치구                    | 타클라마칸 사막 깊은 곳에 살고 있으며 외부와 거의 통혼하지 않는다.                                  |
| 만미인           | 曼咪人                | Mànmīrén         | 1,000       | 부랑족                               | 윈난성                                | 몬크메르계의 만미어를 사용한다.                                                                     |
| 카이펑 유대인    | 开封犹太人 開封猶太人 | Kāifēng Yóutàizú | 600 – 1,000 | 후이족 또는 한족                     | 허난성 카이펑시                       | 중세 실크로드의 유대인 상인의 후손이다.                                                             |
| 캉자인           | 康家人                | Kāngjiārén       | 500–600     | 후이족                               | 칭하이성                              | 캉자어는 몽골어족에 속하나 후이족과 투족의 혼합된 영향을 보인다.                                    |
| 망족             | 莽人                  | Mǎngrén          | 568         | 부랑족                               | 윈난성                                | 몬크메르계의 망어를 사용한다.                                                                       |
| 퉈마오족         | 托茂人                | Tuōmàorén        | 500         | 후이족                               | 칭하이성                              | 칭하이와 신장에 걸쳐 사는 무슬림 소수민족.                                                          |
| 부뱌오족         | 布标人 布標人         | Bùbiāozrén       | 302         | 이족                                 | 윈난성                                | |
| 라오핀족         | 老品人                | Lǎopǐnrén        | 233         | 다이족 추정                          | 윈난성                                | |
| 라오몐족         | 老缅人 老緬人         | Lǎomiǎnrén       | 233         | 라후족                               | 윈난성                                | |
| 다만인           | 达曼人 達曼人         | Dámànrén         | 200         | 티베트인                             | 티베트 자치구                         | 네팔의 구르카 용병의 후손이라고 전해진다.                                                           |
| 차이주인         | 菜族人                | Càizúrén         | 170         | 한족                                 | 불명                                  | |
| 이리 투르크족    | 土尔克人, 土爾克人    | Tǔěrkèrén        | 120         | 우즈베크인 또는 위구르족             | 신장 위구르 자치구 이리 카자흐 자치주 | 민족적, 언어적으로 다른 위구르족과 차이가 있다.                                                     |
| 옹코르족         | 翁阔人 翁闊人         | Wēngkuòrén       | 20          | 에벤크인                             | 신장 위구르 자치구                    | 신장으로 파견된 솔론족(에벤키족의 일파)에서 유래했다.                                               |
| 탄카족           | 疍家人                | Dànjiārén        |             | 한족                                 | 하이난성                              | 중국 남부에 분포하는 해양 민족                                                                      |
| 돌란족           | 刀朗人                | Dāolǎngrén       |             | 위구르족                             | 신장 위구르 자치구                    | |
| 쿠총족           | 苦聪人 苦聰人         | Kǔcōngrén        |             | 라후족                               | 윈난성                                | |

## 같이 보기
- 소수 민족
- 모쒀족 - 중화인민공화국 정부는 문화적으로 다른 모쒀족을 나시족에 포함시켜 통계
- 중국의 민족
- 대만 원주민